# دنیاگیری کووید-۱۹ در روسیه
دنیاگیری کووید-۱۹ در روسیه بخشی از دنیاگیری بیماری کروناویروس ۲۰۱۹ در جهان است. اولین مورد تأیید شده در روسیه در ۳۱ ژانویه ۲۰۲۰ در شهرهای تیومن و چیتا اعلام شد، آنها دو شهروند چینی بودند که تست کرونا آنها مثبت اعلام شد.